# Gualta
Gualta és un municipi de la comarca del Baix Empordà. Limita amb els següents municipis, al nord amb Ullà, al nord-est amb Torroella de Montgrí, i al sud i a l'oest amb Fontanilles. El Ter hi circula pel nord i el Daró voreja el nucli urbà també pel nord. És a Gualta on el Daró és derivat cap al Ter mitjançant un canal hidràulic.

## Geografia
- Llista de topònims de Gualta (Orografia: muntanyes, serres, collades, indrets..; hidrografia: rius, fonts...; edificis: cases, masies, esglésies, etc).

## Història
Els primers vestigis de poblament s'han trobat a un poblat ibèric al puig de la Font Pasquala. L'any 879 la població apareix documentada per primera vegada amb la denominació de Aqualta, més tard, al segle xiv ja tenia construït un castell.
A mitjans del segle xix s'esmenta «com un lloc combatut dels vents del nord i sud amb clima sa i les malalties són catarrals i febres intermitents. Les seves cases formen una plaça anomenada de la Constitució on es troba el consistori on hi ha la presó, un carrer i carrerons. Hi ha una escola d'instrucció primària per a alumnes que paguen al mestre una retribució convencional, una font d'aigües potables per a l'assortiment comú del veïnat, una església parroquial dedicada als sants Abdó i Senén servida un capellà d'ingrés de provisió reial i ordinària i un beneficiat de patronat laic. Proper a aquesta hi ha el cementiri». El terme limitava al nord amb el Ter, a l'est amb Torroella de Montgrí, al sud amb Fontanilles i a l'oest amb Llabià
Així mateix el Diccionario geográfico de Madoz diu que els seus terrenys eren fèrtils degut a les avingudes del Daró, amb algunes alberedes a les ribes tant del Daró com del Ter i que s'hi cultivaven vinyes i oliveres a les parts muntanyoses i tota mena de cereals, llegums i fruites, tot i que no de forma abundant; i s'hi criava bestiar oví (llana), cavalls i boví. Pel que fa a la caça s'esmenta que és escassa formada per perdius, guatlles, llebres i conills i un xic de pesca al riu. A nivell d'infraestructures l'únic camí que creuava el poble era el que comunicava amb Torroella i la Bisbal viles on s'anava a recollir el correu. S'hi esmenta també un molí fariner de 4 moles impulsades per les aigües del Ter per mitjà de la resclosa de Canet de la Tallada Finalment diu que hi havia 69 veïns i 248 ànimes.

## Indrets d'interès

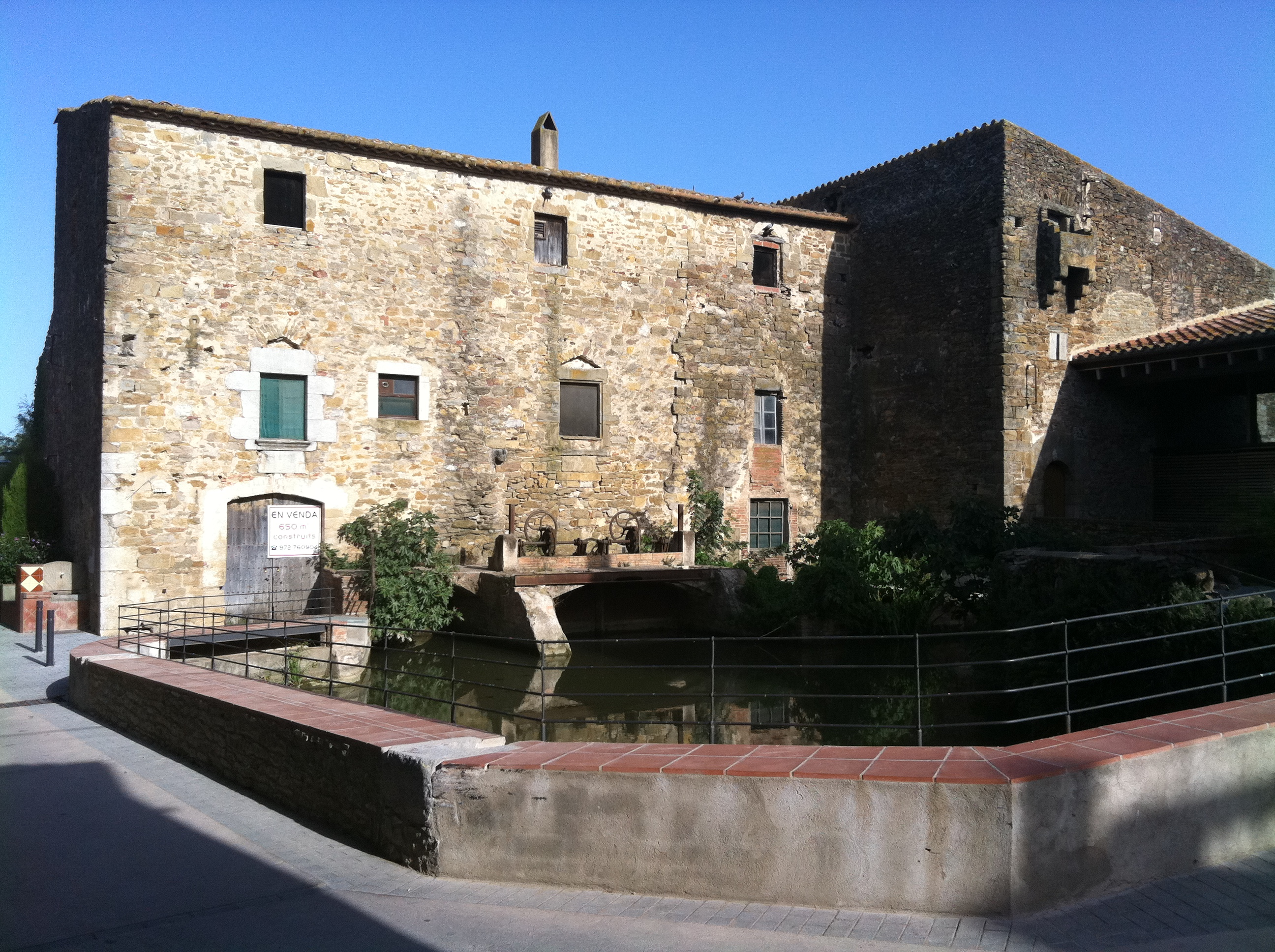
Molí de Gualta

- Església parroquial de Santa Maria.
- El Molí, Restes de caràcter defensiu, amb muralla i unes espitlleres, declarat Bé Cultural d'Interès Nacional.
- Pont del Daró de cinc arcades.Segles XVI-XVII

## Demografia
| 1497 | 1515 | 1553 | 1787 | 1887 | 1900 | 1920 | 1950 | 1970 | 2010 | 2024 |
| 48   | 44   | 50   | 275  | 484  | 391  | 399  | 372  | 394  | 365  | 419  |

## Economia
Predomina l'agricultura amb hortalisses i arbres fruiters i a la part de secà sobretot el blat. La ramaderia i l'explotació del bosc junt a les instal·lacions per la pràctica del golf són altres de les activitats econòmiques de la població.